# Rhinocricus scobinellus
Rhinocricus scobinellus är en mångfotingart som beskrevs av Loomis 1936. Rhinocricus scobinellus ingår i släktet Rhinocricus och familjen Rhinocricidae. Inga underarter finns listade i Catalogue of Life.